# Kajetan Rożnowski
Kajetan Rożnowski h. Jastrzębiec (ur. 7 sierpnia 1888 w majątku Lewinówka w pow. wilejskim, zm. 22 stycznia 1967 w Gdyni) – polski działacz samorządowy i społeczny, uczestnik Bitwy Warszawskiej, działacz Straży Kresowej, poseł na Sejm Litwy Środkowej w 1922 roku, burmistrz Podbrodzia w latach 1928–1932, wójt Kucewicz w latach 1935–1939.

## Życiorys

### Okres walki

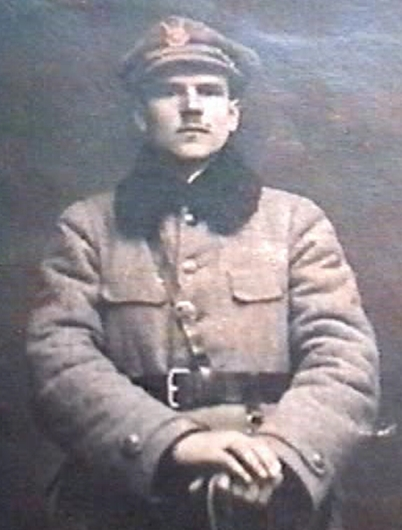
Kajetan Rożnowski w czasie wojny polsko-bolszewickiej

Wnuk powstańca z powstania styczniowego – Wincentego Rożnowskiego, skazanego na 15 lat zsyłki na Syberię oraz utratę majątków ziemskich. Wychowywany od najmłodszych lat przez dziadka – w patriotyzmie i oddaniu dla Polski. W sierpniu 1918 roku wstąpił w szeregi Samoobrony Wileńskiej. Podjął walkę o zorganizowanie armii polskiej i przyłączenie Wileńszczyzny do Polski. Z tego tytułu został przez bolszewików aresztowany i osadzony w więzieniu w Newlu. Skazany na karę śmierci. Przed wykonaniem wyroku, udało mu się uciec z więzienia. Po ucieczce, od kwietnia 1919 roku zorganizował oddział partyzancki tzw. „zielonych”, który wraz z innymi oddziałami włączył się do Wojska Polskiego i walczył o przyłączenie Wileńszczyzny do Polski. Od gen. Rydza-Śmigłego – dowódcy Polskiej Organizacji Wojskowej, dostał do wykonania zadania specjalne wraz ze stosownymi dokumentami. Aktywnie uczestniczył w wielu akcjach propagandowych, wywiadowczych i bojowych. Został ponownie aresztowany, lecz i tym razem udało mu się uciec, aby kontynuować walkę. W jednej z potyczek został ranny. Po pobycie w szpitalu wileńskim otrzymał ze sztabu I Dywizji Legionów rozkaz podjęcia pracy w Towarzystwie Straży Kresowej. Pomagał władzom administracyjnym organizować urzędy w starostwach i powiatach miast Ziemi Wileńskiej. W 1919 roku w Budsławiu, w ramach Towarzystwa Straży Kresowej, otworzył Dom Ludowy, zorganizował Kółko Rolnicze, Koło Młodzieży Wiejskiej i kurs dla nauczycieli. W czasie wojny polsko-bolszewickiej w latach 1919–1920 służył w Wydziale Propagandy Inspektoratu Armii. Czynnie uczestniczył w Bitwie Warszawskiej, przyczyniając się do pokonania bolszewików i zwycięstwa pod Radzyminem. Na rozkaz gen. Hallera został oddelegowany do Dowództwa Straży Kresowej w Wilnie i dyspozycji gen. Żeligowskiego.

### Działalność samorządowa
W 1922 roku został wybrany posłem na Sejm Litwy Środkowej, który zadecydował o przyłączeniu Ziemi Wileńskiej do Polski. Jego żarliwe, pełne patriotycznych uniesień wystąpienia sejmowe były owacyjnie przyjmowane. 8 marca 1922 roku uczestniczył w Warszawie w spotkaniu delegacji 20 posłów na Sejm Wileński z Józefem Piłsudskim. Od 1927 roku został działaczem samorządowym. Z ramienia Bezpartyjnego Bloku Współpracy z Rządem został wybrany na burmistrza miasta Podbrodzia. Jako burmistrz tego miasta w latach 1928–1934 przyczynił się do jego szybkiego rozwoju. Spowodował opracowanie pierwszego planu zagospodarowania przestrzennego miasta, wybudowanie przychodni lekarskiej, nowej szkoły podstawowej – której nadano imię „Marszałka Polski Józefa Piłsudskiego”, Domu Ludowego – w którym organizowano imprezy kulturalne i wyświetlano filmy, a raz w tygodniu wystawiano sztuki teatralne, w których występowali aktorzy z teatrów wileńskich. W mieście większość ulic została wybrukowana, wybudowano elektrownię, zakłady mięsne, oddano do użytku nowy most żelazny. Na ulicach zainstalowano oświetlenie elektryczne, położono chodniki. 7 sierpnia 1929 roku w Wilnie osobiście wręczył Marszałkowi Józefowi Piłsudskiemu dyplom – uchwałę podbrodzkiej Rady Miejskiej nadającej Marszałkowi tytuł I honorowego obywatela miasta Podbrodzia. Od stycznia 1935 roku do 17 września 1939 roku pełnił funkcję wójta w Kucewiczach. Aktywnie przyczynił się do rozwoju gminy, a w szczególności stanu budżetu, stanu sanitarnego, rozwoju rolnictwa, hodowli, budowy dróg i szkolnictwa.
Po II wojnie światowej zamieszkał w Gdyni. Za głoszone poglądy przez krótki okres przebywał w gdańskim areszcie. Od 1960 roku rozpoczął pisanie swoich wspomnień i przeżyć.
Zmarł 22 stycznia 1967 roku w Gdyni. Został pochowany na cmentarzu Witomińskim (sektor 67-29-63).

## Ordery i odznaczenia
- Srebrny Krzyż Zasługi (13 czerwca 1930)[3]
- Krzyż Legionów